# Medaglia del fronte orientale

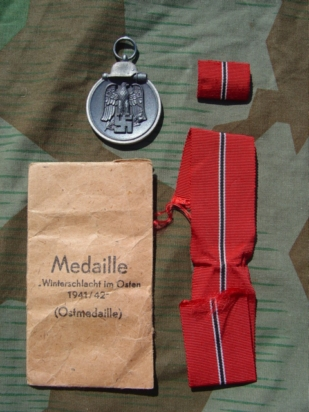
Medaglia e nastro con la confezione originale.

La medaglia del fronte orientale, (Winterschlacht Im Osten), più conosciuta come Ostmedaille fu una decorazione della Germania nazista istituita il 26 maggio 1942 per premiare quanti avessero prestato servizio sul fronte orientale dal 15 novembre 1941 al 15 aprile 1942, riconoscendo nel contempo il valore e la resistenza delle truppe dell'Asse a resistere al freddo mordente della Russia del '41/'42. Ironicamente essa veniva anche definita "Gefrierfleischorden" (medaglia della carne gelata) proprio in riferimento al clima russo di quell'inverno.

## Criteri di concessione
La concessione della medaglia veniva ristretta con criteri precisi:
- 14 giorni di servizio attivo in combattimento nell'area indicata dal 15 novembre 1941 al 15 aprile 1942
- 60 giorni di servizio nell'area indicata dal 15 novembre 1941 al 15 aprile 1942 come non combattente
- Ferito in battaglia nell'area indicata
- Ucciso in battaglia nell'area indicata (concessione postuma)
- Danni provocati dal congelamento (concessa assieme al Distintivo per feriti corrispondente all'entità del danno)

## Insegne
La medaglia era composta sul diritto da un tondo completato sulla cima da un elmetto tedesco sotto il quale si trovava una bomba a mano, e raffigurante in centro un'aquila nazista tenente tra le zampe una svastica. Sul retro la medaglia riportava le parole "WINTERSCHLACHT IM OSTEN 1941/42" ("Combattimento invernale sul fronte orientale 1941/42"), sotto le quali si trovava un ramo d'alloro incrociato ad una spada. La medaglia poteva essere costruita in Buntmetall o in lega di zinco.
Il nastro era rosso con al centro una fascia nera attorniata da una piccola striscia bianca per parte.